# Csupaszfülű mitu
A csupaszfülű mitu (Pauxi mitu) a madarak osztályának tyúkalakúak (Galliformes) rendjébe és a hokkófélék (Cracidae) családjába tartozó faj.

## Rendszerezés
Besorolása vitatott, az újabb kutatások helyezték ebbe a nembe, egyes rendszerezők a Mitu nembe sorolják Mitu mitu néven, de rakják a Crax nembe is Crax mitu néven.

## Előfordulása
Brazíliában, az Amazonas-medencében (Alagoas és Pernambuco államokban) honos, de a faj a Természetvédelmi Világszövetség listája szerint vadon már kihalt.

## Megjelenése
Testhossza 83–89 centiméter. Vaskos fején tollbóbitát visel. Rövid horgas csőre, zömök teste és erős lába van.

## Életmódja
Gyümölcsöket, rügyeket, leveleket és rovarokat fogyaszt, melyeket a földről szed össze.

## Szaporodása
A fák sűrű lombja közé rakja gallyakból készített fészkét.

## Természetvédelmi helyzete
A faj 1648-as felfedezésétől egészen 1951-ig csak a Pernambuco államban elejtett típuspéldány alapján volt ismert a tudomány számára. Óriási ornitológiai szenzáció volt, amikor 1951-ben az Alagoas állambeli Miguel dos Campos környékén újra felfedezték. A madár már akkor is nagyon ritka volt, az 1960-as és az 1970-es évekből kevesebb mint 20 példány adata ismert csupán. Az utolsó vadon élő két példány tetemét 1984-ben találták meg. Azóta nem bukkantak több egyedre, bár állítólag még 1988-ban láttak példányokat.
A Természetvédelmi Világszövetség 1994 óta „vadon kihalt” fajként tartja nyilván. A fajnak a vadonból való kihalásáért a mértéktelen vadászat és az élőhelyén jelentkező nagy arányú erdőirtás a felelős.
Az, hogy a faj egyáltalán fennmaradhatott annak köszönhető, hogy Pedro Mario Nardelli, brazil tudós 1979-ben négy madárral tenyészprogramot indított a Rio de Janeiro állambeli Nilópolis közelében levő telephelyén. A madarak száma lassan emelkedik, 1993-ban 34, míg 2000-ben már 44 egyed élt ott. Ez a fajnak a világpopulációja.